# Rudolf Korte

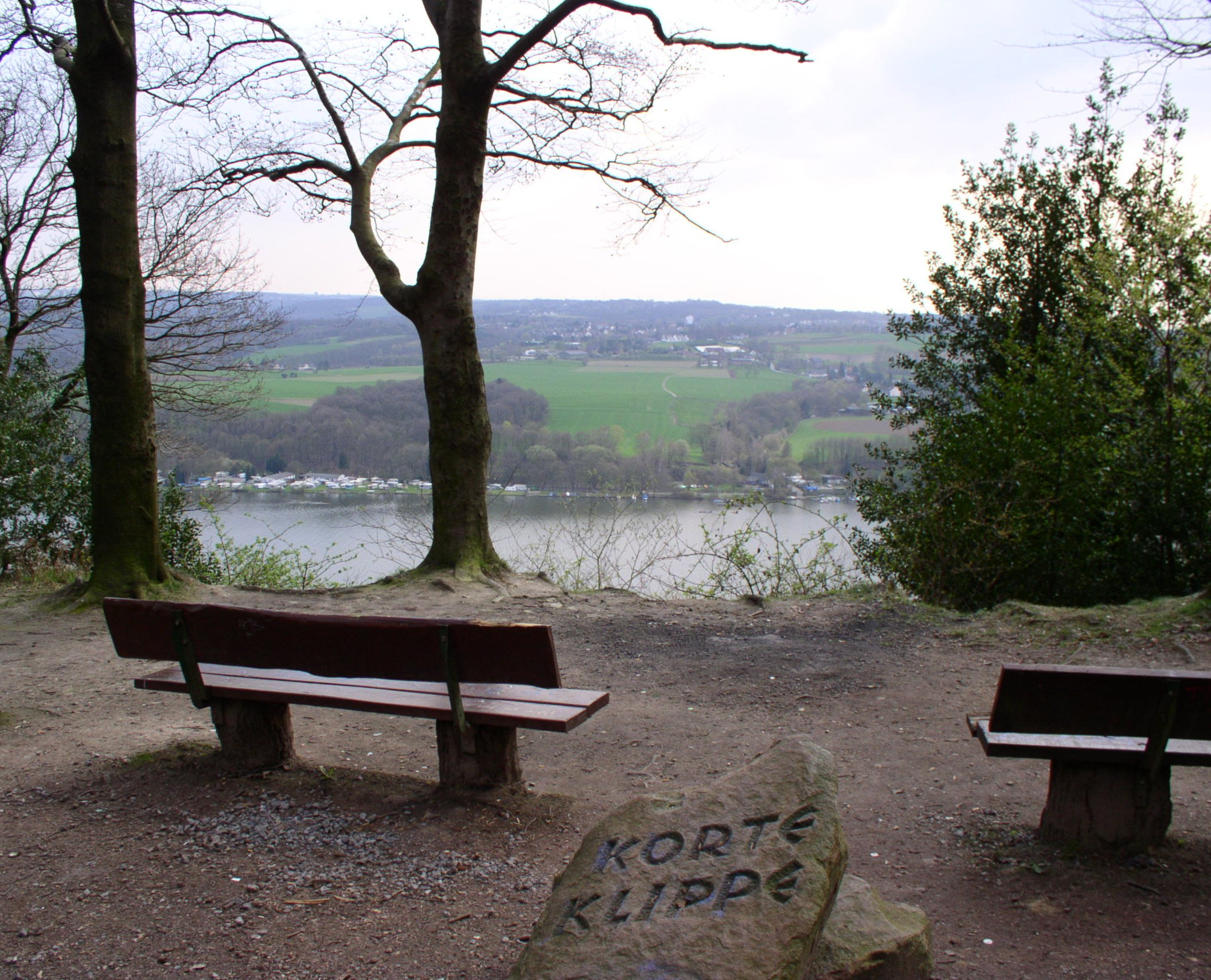
Korte-Klippe am Baldeneysee mit Gedenkstein

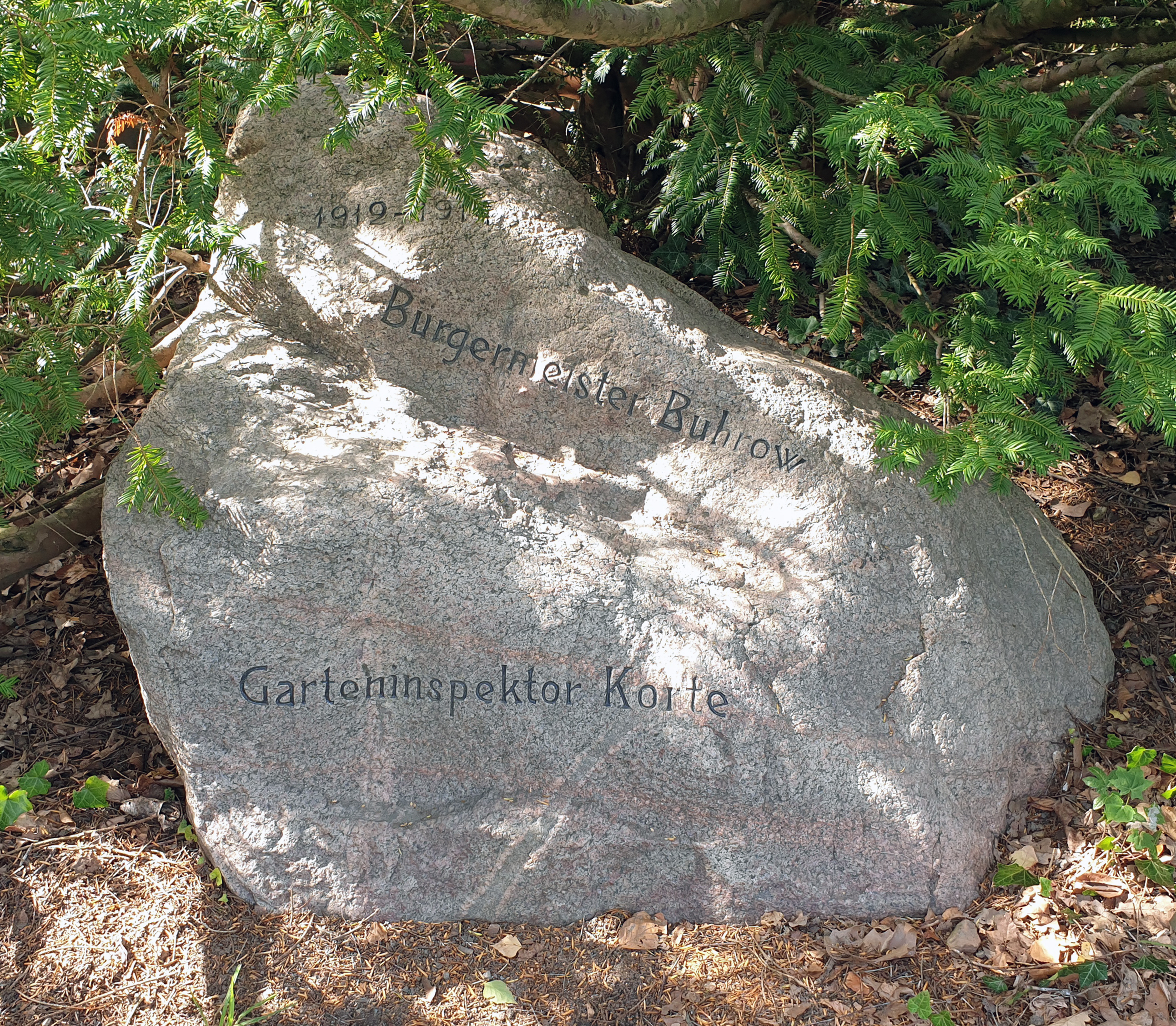
Gedenkstein im Stadtpark Steglitz, in Berlin-Steglitz

Rudolf Korte (* 8. Juni 1878 in Herford; † 15. August 1950 in Essen) war ein deutscher Gartenbauwissenschaftler und von 1921 bis 1938 der geschäftsführende Vorsitzende und Gartenbaudirektor der Stadt Essen.

## Leben
Korte machte nach Gymnasiumabschluss eine Gärtnerlehre. Er bildete sich in Lippstadt, Luxemburg, Baden-Baden, Stuttgart und Genf weiter und studierte danach Gartenbau in Berlin-Dahlem. 1905 wurde er Stadtobergärtner in Berlin-Friedenau und dort ein Jahr später Diplom-Gartenbauinspektor. 1910 war seine letzte Berliner Anstellung in Steglitz als Städtischer Garteninspektor.
Korte war 1919 Gründungsmitglied des Stadtverbandes Essen der Kleingärtnervereine. Am 1. Oktober 1914 wurde Korte zum Städtischen Gartendirektor nach Essen berufen, konnte jedoch dort seinen Dienst aufgrund des Ersten Weltkrieges erst am 1. März 1921 beginnen. Korte wohnte in einer gemieteten Gartendirektorwohnung im Essener Stadtgarten.
1925 übernahm Korte die gartenkünstlerische Leitung des Botanischen Gartens, der als Vorläufer des Grugaparks 1927 eröffnete. Später wirkte er bei der Gestaltung der dort stattfindenden Reichsgartenschau 1938, insbesondere der Kolonialpflanzenschau, mit. Zudem war er maßgeblich an der Gestaltung und Neuanlage des Südwestfriedhofes, des Parkfriedhofes in Huttrop und des Terrassenfriedhofs in Schönebeck beteiligt. 
Korte wurde vorzeitig pensioniert, arbeitete aber als freischaffender Gartengestalter weiter.
Ein Gedenkstein am Aussichtspunkt, aufgestellt durch die Stadt Essen an der nach ihm benannten Korte-Klippe, erinnert an ihn.